# Santos (fotbollsspelare)
Aderbar Melo dos Santos Neto, född 17 mars 1990 i Campina Grande, är en brasiliansk fotbollsspelare.
Han blev olympisk guldmedaljör i fotboll vid sommarspelen 2020 i Tokyo.